# Napier Field
Napier Field, est une ville du comté de Dale dans l'État d'Alabama, aux États-Unis,.

## Géographie
Elle est située au sud-est du comté, à l'est de Midland City et au nord de Grimes.

## Histoire
La ville est incorporée en septembre 1968.

## Démographie
| 1970 | 1980 | 1990 | 2000 | 2010 |
| ---- | ---- | ---- | ---- | ---- |
| 572  | 493  | 462  | 404  | 354  |

## Source de la traduction
- (en) Cet article est partiellement ou en totalité issu de l’article de Wikipédia en anglais intitulé « Napier Field, Alabama » (voir la liste des auteurs).